# زنغي أباد
زنغي أباد (بالفارسية: زنگی‌آباد) هي مدينة تقع في إيران في الناحية المركزية لمقاطعة كرمان. يقدر عدد سكانها بـ 6,666 نسمة .